# 凤凰岭街道 (临沂市)
凤凰岭街道，是中华人民共和国山東省临沂市河东区下辖的一个乡镇级行政单位。

## 行政区划
凤凰岭街道下辖以下地区：
张家黑墩社区村、常庄村、中李埠社区村、王家黑墩村、田家黑墩村、后宅店社区村、李公庄村、东司家庄村、刘家黑墩村、黑墩屯村、西李埠村、后兴旺村、赵黑墩村、许家黑墩村、郭家黑墩村、潘家湖社区村、马家宅村、大店子村、何官庄村、后涝墩村、西许庄村、前宅店村、东李埠村、义和岭村、周家庄村、前兴旺村、前涝墩村、岭泉村、凤祥村和董白庄村。